# Brilliance V7

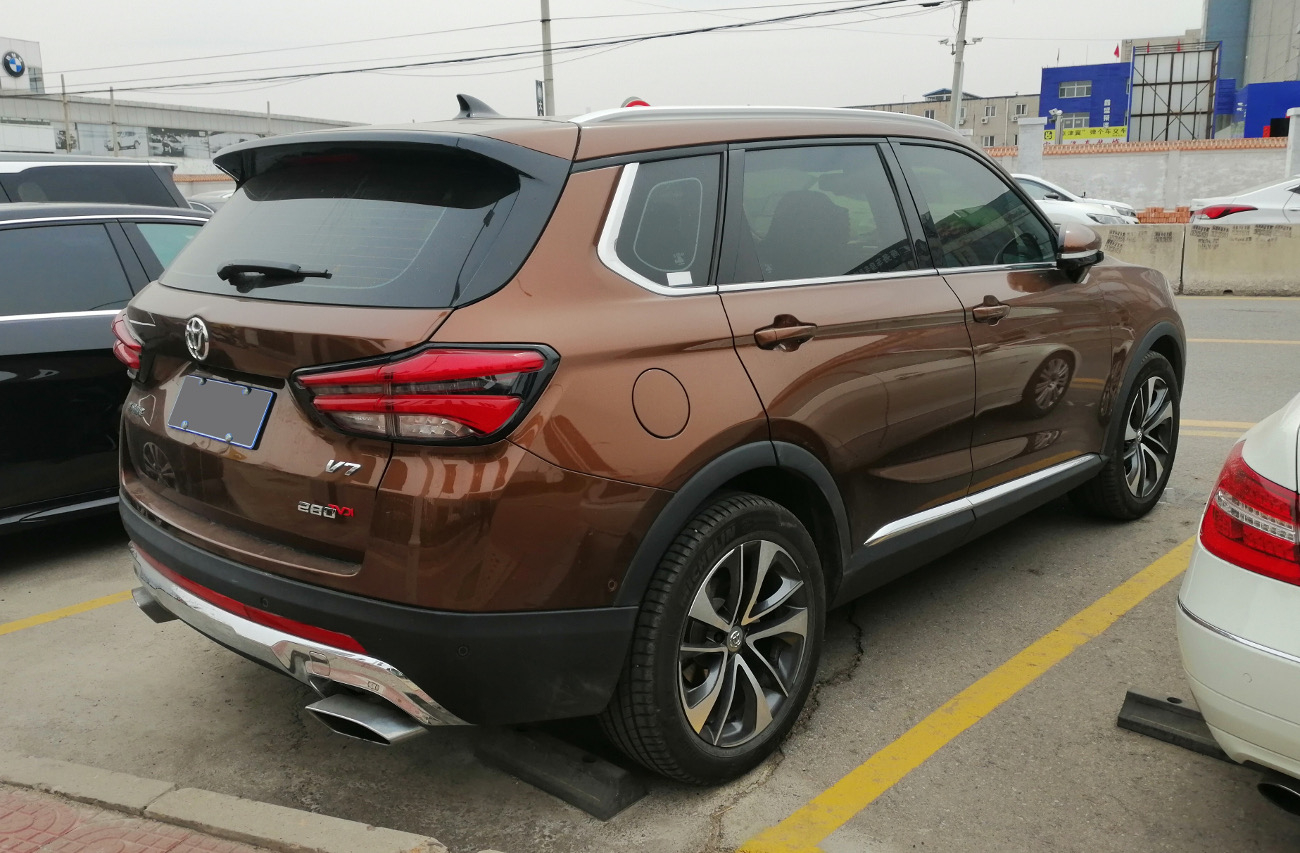
Heckansicht

Der Brilliance V7 ist ein SUV der chinesischen Automarke Brilliance.

## Geschichte
Das Fahrzeug wurde im Juni 2018 auf dem chinesischen Markt eingeführt. Im Gegensatz zum rund acht Zentimeter kürzeren, fünfsitzigen Brilliance V6, der bereits ab Dezember 2017 verkauft wurde, war der V7 mit bis zu sieben Sitzplätzen erhältlich. Technisch baut der V7 auf dem V6 auf. Die Plattform wurde gemeinsam mit BMW entwickelt.

## Technische Daten
Im Brilliance V7 übernahm zunächst ein aufgeladener 1,6-Liter-Ottomotor von PSA mit 150 kW (204 PS) den Antrieb. Serienmäßig hat der Wagen ein 6-Gang-Schaltgetriebe. Gegen Aufpreis war ein 7-Stufen-Doppelkupplungsgetriebe erhältlich. Allradantrieb war nicht lieferbar. Mitte 2019 wurde dieser Antrieb durch einen aufgeladenen 1,8-Liter-Ottomotor mit 170 kW (231 PS) ersetzt. Der Brilliance V6 wird hingegen von einem aufgeladenen 1,5-Liter-Ottomotor mit 110 kW (150 PS) angetrieben.
|                                             | 280T                               | 300T                             |
| Bauzeitraum                                 | 06/2018–07/2019                    | 07/2019–11/2020                  |
| Motorkenndaten                              |                                    |                                  |
| Motortyp                                    | Reihen-Vierzylinder-Ottomotor      | Reihen-Vierzylinder-Ottomotor    |
| Motoraufladung                              | Turbolader                         | Turbolader                       |
| Hubraum                                     | 1598 cm³                           | k. A.                            |
| max. Leistung bei min−1                     | 150 kW (204 PS) / 6000             | 170 kW (231 PS) / 6000           |
| max. Drehmoment bei min−1                   | 280 Nm / 1800–4500                 | 300 Nm / 1800–5000               |
| Kraftübertragung                            |                                    |                                  |
| Antrieb, serienmäßig                        | Vorderradantrieb                   | Vorderradantrieb                 |
| Getriebe, serienmäßig                       | 6-Gang-Schaltgetriebe              | 7-Stufen-Doppelkupplungsgetriebe |
| Getriebe, optional                          | (7-Stufen-Doppelkupplungsgetriebe) | —                                |
| Messwerte                                   |                                    |                                  |
| Höchstgeschwindigkeit                       | k. A.                              | k. A.                            |
| Beschleunigung, 0–100 km/h                  | 9,1 s                              | 8,7 s                            |
| Kraftstoffverbrauch auf 100 km (kombiniert) | 6,6 l Super                        | k. A.                            |